# Matt Skelton
Matt Skelton (ur. 23 stycznia 1967 w Bedfordzie) – brytyjski kick-boxer i bokser wagi ciężkiej, zawodnik K-1. Były mistrz świata organizacji IAMTF, WKO i IBK w boksie tajskim. Były mistrz Anglii, Wielkiej Brytanii i Wspólnoty Narodów oraz były mistrz Europy EBU w boksie zawodowym.

## Kariera sportowa

### Kick-boxing
Skelton rozpoczął karierę w sportach walki stosunkowo późno, bo w wieku 21 lat. W 1996 roku, dzięki serii kolejnych zwycięstw, otrzymał szansę walki o swój pierwszy tytuł. Wykorzystał ją, zdobywając mistrzostwo świata organizacji IAMTF w boksie tajskim w wadze superciężkiej. Rok później zdobył również pas organizacji WKO.
W kwietniu 1998 roku na gali K-1 Kings '98 zadebiutował w K-1, pokonując przez TKO Jana Nortje. Kolejne dwa zwycięstwa przed czasem nad renomowanymi rywalami w osobach Raya Sefo i Masaaki Satake sprawiły, że wyznaczono go do walki z Samem Greco o awans do Finału K-1 World GP. Przegrał ją przez jednogłośną decyzję sędziów. W kwietniu 1999 roku doznał pierwszej w karierze porażki przed czasem, gdy na gali K-1 Revenge '99 nie wyszedł do 4. rundy pojedynku z Peterem Aertsem. W październiku po raz drugi walczył o awans do finałowej fazy K-1 WGP, ale w walce eliminacyjnej został znokautowany przez Jérôme'a Le Bannera.
W 2000 roku zwyciężył w turnieju preeliminacyjnym K-1 World GP UK, w finale nokautując Ricky'ego Nickolsona. O awans do Finału K-1 WGP 2000 walczył na turnieju w Jokohamie. Odpadł w półfinale znokautowany przez Francisco Filho. W listopadzie tego samego roku, pokonawszy w Northampton przez nokaut Amerykanina Jeffa Forda, zdobył mistrzostwo świata IKF (Intarnational Kikckboxing Federation) w wadze superciężkiej.
W czerwcu 2001 roku zajął drugie miejsce w turnieju K-1 World GP w Melbourne. W finałowej walce, dającej awans do tokijskich finałów K-1 WGP, przegrał przez decyzję z ówczesnym mistrzem K-1 Ernesto Hoostem. Październikowa porażka w półfinale K-1 World GP w Fukuoce z Lloydem van Damsem była jego ostatnią walką w K-1. W listopadzie obronił pas IKF w walce przeciwko Węgrowi Peterowi Vardze, po czym zakończył kick-boxerską karierę.

### Mieszane sztuki walki
3 listopada 2001 roku stoczył dla japońskiej organizacji PRIDE jedyną w swojej karierze walkę na zasadach MMA. Podczas gali PRIDE 17 został pokonany w ciągu niespełna dwóch minut przez amerykańskiego zapaśnika Toma Eriksona przez poddanie. Erikson wykorzystał nietypowe duszenie z dosiadu, gniotąc jedną ręką krtań Skeltona. Technika ta została po walce zabroniona w regulaminie organizacji.

### Boks
We wrześniu 2002 roku w wieku 35 lat zadebiutował na zawodowym bokserskim ringu. Rok później, wygrawszy uprzednio siedem kolejnych walk przez nokaut, zmierzył się z Michaelem Holdenem (ówczesny bilans 10-8-0) o wakujący tytuł zawodowego mistrza Anglii w wadze ciężkiej. Wygrał w 6. rundzie przez TKO. W kwietniu 2004 roku znokautował w Reading Michaela Sprotta (25-6-0) w brutalnej walce o mistrzostwo Wielkiej Brytanii i Wspólnoty Narodów. W lutym następnego roku, pokonawszy przez TKO Fabio Eduardo Moliego (32-3-0), został również mistrzem świata mało znaczącej organizacji WBU.
W lutym 2006 roku doznał pierwszej porażki w bokserskiej karierze, próbując odzyskać mistrzostwo Wspólnoty Narodów (zrezygnował z tego tytułu w 2005 roku). Pokonał go przez niejednogłośną decyzję Danny Williams (34-4-0). W lipcu doszło między nimi do walki rewanżowej. Skelton odzyskał pas, zwyciężając przez jednogłośną decyzję.
19 stycznia 2008 roku walczył w Düsseldorfie z Rusłanem Czagajewem (23-0-1) o mistrzostwo świata prestiżowej organizacji WBA. Przegrał przez jednogłośną decyzję. 19 grudnia tego samego roku zdobył w Mediolanie zawodowe mistrzostwo Europy EBU w wadze ciężkiej, pokonując brązowego medalistę Igrzysk Olimpijskich w Sydney, Włocha Paolo Vidoza (25-5-0).
28 lutego 2009 roku po raz drugi utracił mistrzostwo Wspólnoty Narodów. Został niespodziewanie pokonany przez Martina Rogana (11-0-0). Sędzia ringowy przerwał walkę w 11. rundzie po dwóch kolejnych nokdaunach Skeltona. Była to pierwsza porażka przed czasem w bokserskiej karierze 42-letniego Anglika. Na skutek tej przegranej został również zmuszony do zrezygnowania z tytułu mistrza Europy.
19 września 2009 roku przegrał z Francesco Pianetą (18-0-1) w walce o mistrzostwo Unii Europejskiej EBU przez techniczny nokaut (nie wyszedł do 9. rundy).
Z powodu braku doświadczenia w boksie amatorskim oraz swojej przeszłości kick-boxerskiej Skelton często jest krytykowany za braki techniczne i siłowy styl walki, aczkolwiek słynie z dobrego przygotowania kondycyjnego i odporności na ciosy.

## Osiągnięcia
Kick-boxing:
- 2001: K-1 World GP in Melbourne – 2. miejsce
- 2001: K-1 World GP in UK – 1. miejsce
- 2000–2001: Mistrz Świata IKF w wadze superciężkiej
- 1997: Mistrz Świata WKO w boksie tajskim w wadze superciężkiej
- 1996: Mistrz Świata IAMTF w boksie tajskim w wadze superciężkiej

Boks zawodowy:
- 2008–2009: Mistrz Europy EBU w wadze ciężkiej
- 2006–2009: Mistrz Wspólnoty Narodów w wadze ciężkiej
- 2005: Mistrz Świata WBU w wadze ciężkiej
- 2004–2005: Mistrz Wspólnoty Narodów w wadze ciężkiej
- 2004–2005: Mistrz Wielkiej Brytanii w wadze ciężkiej
- 2003–2004: Mistrz Anglii w wadze ciężkiej